# Lipatephia illegitima
Lipatephia illegitima là một loài bướm đêm trong họ Noctuidae.